# Association Sportive de La Poste et France Télécom Albi 2016-2017
Questa voce raccoglie le informazioni riguardanti la squadra femminile dell'Association Sportive de La Poste et France Télécom Albi nelle competizioni ufficiali della stagione 2016-2017.

## Stagione
In Coppa di Francia, dopo aver battuto nettamente il Montauban per 4-0 nel 2º turno federale l'ASPTT Albi non riesce a superare lo scoglio dei sedicesimi di finale, venendo superato dal Rodez con il risultato di 2-1 ed eliminato così dal trofeo alla seconda partita disputata.

## Divise e sponsor
| Casa |

## Organigramma societario
Area tecnica
- Allenatore: Adolphe Ogouyon
- Vice allenatore: Patrice Martinez
- Preparatore dei portieri:
- Preparatorie atletico:

## Rosa
Rosa e numeri come da sito ufficiale, integrati dal sito footofeminin.fr.
| N. |                    | Ruolo | Calciatrice               |
| -- | ------------------ | ----- | ------------------------- |
| 1  | Francia (bandiera) | P     | Cindy Perrault            |
| 4  | Francia (bandiera) | D     | Aivi Mitchai              |
| 5  | Francia (bandiera) | D     | Anais Arcambal (capitano) |
| 6  | Francia (bandiera) | D     | Coline Gouineau           |
| 7  | Serbia (bandiera)  | C     | Kristina Pantelić         |
| 8  | Francia (bandiera) | A     | Kimberley Cazeau          |
| 9  | Francia (bandiera) | A     | Marion Braunwart          |
| 10 | Spagna (bandiera)  | A     | Patricia Martínez Augusto |
| 13 | Francia (bandiera) | D     | Angelique Schlepp         |
| 14 | Francia (bandiera) | C     | Tatiana Solanet           |
| 15 | Francia (bandiera) | D     | Manon Rouzies             |
| 16 | Senegal (bandiera) | P     | Walimata Seye             |
| 17 | Francia (bandiera) | C     | Maeva Manuel              |

| N. |                           | Ruolo | Calciatrice       |
| -- | ------------------------- | ----- | ----------------- |
| 19 | Francia (bandiera)        | C     | Myriam Benlazar   |
| 20 | Canada (bandiera)         | A     | Pilar Khoury      |
| 21 | Francia (bandiera)        | C     | Laura Condon      |
| 22 | Francia (bandiera)        | C     | Laurianne Cervera |
| 23 | Francia (bandiera)        | C     | Bettina Matondo   |
| 24 | Francia (bandiera)        | D     | Manon Cazes       |
| 25 | Francia (bandiera)        | C     | Laurie Saulnier   |
| 26 | Serbia (bandiera)         | A     | Milica Mijatović  |
| 27 | Francia (bandiera)        | D     | Alexandra Renault |
| 29 | Francia (bandiera)        | A     | Sabrina Barbe     |
| 30 | Canada (bandiera)         | P     | Gabrielle Lambert |
| –  | Rep. del Congo (bandiera) | A     | Leticia Ledamba   |

## Calciomercato

### Sessione estiva
| Acquisti | Acquisti          | Acquisti        | Acquisti    |
| R.       | Nome              | da              | Modalità    |
| -------- | ----------------- | --------------- | ----------- |
| P        | Gabrielle Lambert | Trois-Rivières  | [ 2 ]       |
| P        | Cindy Perrault    | Olympique Lione | [ 2 ]       |
| C        | Bettina Matondo   | Le Puy          | [ 2 ]       |
| A        | Pilar Khoury      | Ottawa Gee-Gees | [ 2 ] [ 3 ] |
| A        | Leticia Ledamba   | Vendenheim      | [ 2 ]       |

| Cessioni | Cessioni              | Cessioni         | Cessioni |
| R.       | Nome                  | a                | Modalità |
| -------- | --------------------- | ---------------- | -------- |
| P        | Patrícia Morais       | Sporting Lisbona | [ 2 ]    |
| P        | Alexandra Saint-Jours | Tolosa           | [ 2 ]    |
| D        | Clara Marcinkowski    | Rouen            | [ 2 ]    |
| C        | Angeline Da Costa     | Rodez            | [ 2 ]    |
| C        | Lin Man-ting          | Fylkir           | [ 2 ]    |
| C        | Cindy Marteau         | Montauban        |          |
| C        | Tseng Shu-o           | Fylkir           | [ 2 ]    |

### Sessione invernale
| Acquisti | Acquisti         | Acquisti     | Acquisti |
| R.       | Nome             | da           | Modalità |
| -------- | ---------------- | ------------ | -------- |
| C        | Laurie Saulnier  | Nîmes        | [ 4 ]    |
| A        | Milica Mijatović | Stella Rossa | [ 5 ]    |

| Cessioni | Cessioni | Cessioni | Cessioni |
| R.       | Nome     | a        | Modalità |
| -------- | -------- | -------- | -------- |
|          |          |          |          |

## Risultati

### Division 1

#### Girone di andata
| Albi 10 settembre 2016, ore 19:00 CEST 1ª giornata | ASPTT Albi | 3 – 0 A tavolino referto | Paris Saint-Germain | Stadio Maurice Rigaud (854 spett.)\| Arbitro: \| Cruchon \| |
| Arbitro:                                           | Cruchon    |                          |                     |                                                             |

| Arbitro: | Dallongeville |

|                                                            |           |  |
| Marozsán 12’, 70’ Majri 27’ Lavogez 45’ Hegerberg 68’, 75’ | Marcatori |  |

| Arbitro: | Bartnik |

|  |           |            |
|  | Marcatori | 26’ Cambot |

| Arbitro: | Buffart |

|  |           |                                 |
|  | Marcatori | 20’ Amani 62’ (rig.) Oparanozie |

| Arbitro: | Maubacq |

|  |           |             |
|  | Marcatori | 89’ Solanet |

| Arbitro: | Bartnik |

|  |           |                                |
|  | Marcatori | 44’ Catala 57’ Mateo 73’ Butel |

| Arbitro: | Dallongeville |

|                                                                |           |  |
| Jakobsson 34’, 72’, 81’, 88’ Toletti 42’ Dekker 78’ Thomas 83’ | Marcatori |  |

| Arbitro: | Bartnik |

|           |           |                                           |
| Barbe 12’ | Marcatori | 17’, 77’ Bourgouin 47’ Clerac 71’ Nakkach |

| Arbitro: | Bagrowski |

|  |           |                   |
|  | Marcatori | 58’ Coton-Pélagie |

| Albi 11 dicembre 2016, ore 14:30 CET 10ª giornata | ASPTT Albi | 0 – 0 referto | Saint-Étienne | Stadio Maurice Rigaud (705 spett.)\| Arbitro: \| Loidon \| |
| Arbitro:                                          | Loidon     |               |               |                                                            |

| Arbitro: | Bartnik |

|                     |           |  |
| Lemaître 71’ (rig.) | Marcatori |  |

#### Girone di ritorno
| Arbitro: | Cruchon |

|                                  |           |  |
| Greboval 9’ Catala 28’ Mateo 76’ | Marcatori |  |

| Arbitro: | Coppola |

|              |           |  |
| Khoury 90+2’ | Marcatori |  |

| Arbitro: | Beyer |

|                               |           |              |
| Brétigny 18’ Pizzala 65’, 74’ | Marcatori | 90+2’ Condon |

| Arbitro: | Bagrowski |

|  |           |               |
|  | Marcatori | 61’ Mijatović |

| Arbitro: | Cruchon |

|  |           |                                                           |
|  | Marcatori | 4’ (rig.) Kumagai 30’ Hegerberg 39’ Abily 66’, 67’ Morgan |

| Arbitro: | Bonnin |

|  |           |                   |
|  | Marcatori | 63’ (rig.) Cayman |

| Arbitro: | Coppola |

|             |           |                                 |
| Laurent 38’ | Marcatori | 53’ (rig.) Rouzies 75’ Saulnier |

| Arbitro: | Bonnin |

|               |           |                               |
| Oparanozie 6’ | Marcatori | 10’ (rig.) Rouzies 58’ Khoury |

| Arbitro: | Bartnik |

|                                                         |           |  |
| Cristiane 4’ Gouineau 22’ (aut.) Delie 56’ Lawrence 65’ | Marcatori |  |

| Arbitro: | Buffart |

|              |           |                                 |
| Saulnier 18’ | Marcatori | 10’ Cugat 48’ Noiran 57’ Bornes |

| Arbitro: | Loidon |

|                                      |           |            |
| Viana 39’ (rig.) Clerac 68’ Davy 77’ | Marcatori | 79’ Cazeau |

### Coppa di Francia
| 7 gennaio 2017, ore 14:30 CET 2º turno federale                                 | Montauban | 0 – 4 referto                                 | ASPTT Albi |  |
| \| \| \| \| \| \| Marcatori \| 13’ Cazeau 21’ Girard 48’ Condon 62’ Gouineau \| |           |                                               |            |  |
|                                                                                 |           |                                               |            |  |
|                                                                                 | Marcatori | 13’ Cazeau 21’ Girard 48’ Condon 62’ Gouineau |            |  |

| Arbitro: | Bonnin |

|                         |           |               |
| Noiran 48’ Barbance 70’ | Marcatori | 39’ Mijatović |

## Statistiche

### Statistiche di squadra
| Competizione     | Punti | In casa | In casa | In casa | In casa | In casa | In casa | In trasferta | In trasferta | In trasferta | In trasferta | In trasferta | In trasferta | Totale | Totale | Totale | Totale | Totale | Totale | DR  |
| Competizione     | Punti | G       | V       | N       | P       | Gf      | Gs      | G            | V            | N            | P            | Gf           | Gs           | G      | V      | N      | P      | Gf     | Gs     | DR  |
| ---------------- | ----- | ------- | ------- | ------- | ------- | ------- | ------- | ------------ | ------------ | ------------ | ------------ | ------------ | ------------ | ------ | ------ | ------ | ------ | ------ | ------ | --- |
| Division 1       | 19    | 11      | 2       | 1       | 8       | 6       | 20      | 11           | 4            | 0            | 7            | 8            | 29           | 22     | 6      | 1      | 15     | 14     | 49     | -35 |
| Coppa di Francia | -     | -       | -       | -       | -       | -       | -       | 2            | 1            | 0            | 1            | 5            | 2            | 2      | 1      | 0      | 1      | 5      | 2      | +3  |
| Totale           | -     | 11      | 2       | 1       | 8       | 6       | 20      | 13           | 5            | 0            | 8            | 13           | 31           | 24     | 11     | 2      | 10     | 33     | 40     | -32 |

### Andamento in campionato
| Giornata  | 1 | 2 | 3 | 4 | 5 | 6 | 7 | 8 | 9 | 10 | 11 | 12 | 13 | 14 | 15 | 16 | 17 | 18 | 19 | 20 | 21 | 22 |
| --------- | - | - | - | - | - | - | - | - | - | -- | -- | -- | -- | -- | -- | -- | -- | -- | -- | -- | -- | -- |
| Luogo     | C | T | C | C | T | C | T | C | C | C  | T  | T  | C  | T  | T  | C  | C  | T  | T  | T  | C  | T  |
| Risultato | V | P | P | P | V | P | P | P | P | N  | P  | P  | V  | P  | V  | P  | P  | V  | V  | P  | P  | P  |
| Posizione |   |   |   |   |   |   |   |   |   |    |    |    |    |    |    |    |    |    |    |    |    | 9  |

Legenda:

Luogo: C = Casa; T = Trasferta. Risultato: V = Vittoria; N = Pareggio; P = Sconfitta.

### Statistiche delle giocatrici
| Giocatore   | Division 1 | Division 1 | Division 1  | Division 1 | Coppa di Francia | Coppa di Francia | Coppa di Francia | Coppa di Francia | Totale   | Totale | Totale      | Totale     |
| Giocatore   | Presenze   | Reti       | Ammonizioni | Espulsioni | Presenze         | Reti             | Ammonizioni      | Espulsioni       | Presenze | Reti   | Ammonizioni | Espulsioni |
| ----------- | ---------- | ---------- | ----------- | ---------- | ---------------- | ---------------- | ---------------- | ---------------- | -------- | ------ | ----------- | ---------- |
| L. Albert   | 1          | 0          | 0           | 0          | -                | -                | -                | -                | 1        | 0      | 0           | 0          |
| A. Arcambal | 18         | 0          | 0           | 0          | 1                | 0                | 0                | 0                | 19       | 0      | 0           | 0          |
| S. Barbe    | 4          | 1          | 1           | 0          | 1                | 0                | 0                | 0                | 5        | 1      | 1           | 0          |
| M. Benlazar | 17         | 0          | 0           | 0          | 1                | 0                | 0                | 0                | 18       | 0      | 0           | 0          |
| O. Blanche  | 0          | 0          | 0           | 0          | -                | -                | -                | -                | 0        | 0      | 0           | 0          |
| P. Khoury   | 15         | 2          | 0           | 0          | 1                | 0                | 0                | 0                | 16       | 2      | 0           | 0          |
| G. Lambert  | 11         | -27        | 1           | 0          | 1                | -2               | 0                | 0                | 12       | -29    | 1           | 0          |
| C. Perrault | 11         | -22        | 0           | 0          | 0                | 0                | 0                | 0                | 11       | -22    | 0           | 0          |
| A. Schlepp  | 14         | 0          | 0           | 0          | 0                | 0                | 0                | 0                | 14       | 0      | 0           | 0          |
| W. Seye     | 0          | 0          | 0           | 0          | -                | -                | -                | -                | 0        | 0      | 0           | 0          |